# Starship Troopers (film)
Starship Troopers is een Amerikaanse sciencefictionfilm uit 1997, gebaseerd op de gelijknamige roman van Robert A. Heinlein.
De film werd geregisseerd door Paul Verhoeven. Hoofdrollen werden vertolkt door Casper Van Dien, Dina Meyer en Denise Richards. De film is een satire op Amerikaans patriottisme, oorlogsfilms en propaganda in het algemeen. 

## Verhaal
Ergens in de toekomst is de aarde inmiddels onderdeel van een galactische totalitaire overheid, de United Citizen Federation, en ruimtereizen zijn aan de orde van de dag. De mensheid is echter in oorlog met een ras van enorme insectachtige wezens, de Arachnids of Bugs, afkomstig van de planeet Klendathu, die zich symmetrisch ten opzichte van het zonnestelsel aan de andere kant van het melkwegcentrum bevinden en de aarde af en toe bekogelen met meteorieten.
John D. "Johnny" Rico, zijn vriendin Carmen, en hun vrienden Carl en Dizzy worden op hun school door hun leraar Rasczak gehersenspoeld met fascistoïde ideeën: geweld is recht. Ze doen eindexamen aan de middelbare school in Buenos Aires. Carmen en Carl willen beiden in militaire dienst om na hun diensttijd hoge klasse burgers te worden. Johnny besluit dit ook te doen, tegen de wens van zijn ouders in. Zijn wiskundecijfers zijn echter te laag om net als Carl en Carmen toegelaten te worden tot de pilotenopleiding. Zijn ouders zijn geen burgers – Johnny hoeft niet in dienst – en proberen hem te weerhouden van toegeven aan de oorlogspropaganda. Maar onder invloed van Carmen meldt hij zich toch aan, zij het bij de infanterie, de grondtroepen – zo kan hij het burgerschap verwerven. Hij ondergaat een onmenselijke training van sergeant Zim. Johnny bewijst zich als een goede soldaat en leider en wordt al snel hoofd van zijn eenheid. Ondertussen ontmoet Carmen op haar opleiding een oude rivaal van Johnny, Zander. Het wordt duidelijk dat ze haar carrière boven een relatie met Johnny zal verkiezen.
Johnny dreigt even te stoppen met de opleiding wanneer door een trainingsfout een lid van zijn team om het leven komt. Hij blijft wanneer het leger een grootse invasie plant op de planeet Klendathu, nadat Johnny's ouders samen met miljoenen anderen zijn omgekomen doordat de insecten een reusachtige meteoriet op Buenos Aires hebben laten neerstorten. Even daarvoor had Johnny nog een telefonisch gesprek met zijn ouders, waarna de verbinding op onverklaarbare wijze wegviel. De aanval op de insecten verloopt echter dramatisch en 300.000 soldaten vinden de dood, onder wie veel leden van Johnny’s team. Johnny moet zelf enkele dagen bijkomen. Ondertussen trekken wetenschappers de conclusie dat de Arachnids mogelijk worden geleid door intelligente insecten van hun soort, die tot dusver onontdekt zijn gebleven.
Johnny en zijn teamleden Dizzy en Ace worden naar de "Roughnecks" gebracht, geleid door Johnny’s oude leraar Lt. Rasczak. Het leger wil een paar aanvallen uitvoeren op andere planeten in het Arachnidsysteem om hun technieken te bestuderen. De Roughnecks zijn gespecialiseerd in zulke missies. Tijdens de missie op een van de planeten loopt het team weer in een hinderlaag van de Arachnids. Johnny en zijn groep kunnen maar net ontkomen in een ontsnappingsschip bestuurd door Carmen en Zander. Dizzy sterft tijdens de aanval. Carmen en Johnny worden even later opgezocht door Carl, die nu bij de strategische tak van het leger zit. Volgens hem was de missie van de Roughnecks slechts bedoeld om een theorie over de Arachnids te testen. Deze theorie, dat ze inderdaad een leider hebben die door het leger de Brain Bug wordt genoemd, blijkt juist te zijn.
De Roughnecks krijgen hierop de missie om op de planeet P de Brain Bug te zoeken. Carmens schip wordt neergehaald waardoor zij en Zander een noodlanding op de planeet moeten maken. Johnny en Ace slagen erin hen op tijd op te sporen, waarna ze gezamenlijk de Brain Bug ontdekken. Zander wordt door het beest gedood. Met veel moeite slagen ze erin het beest te vangen. Nu ze de Brain Bug hebben, kunnen ze volgens Carl achterhalen hoe de Arachnids denken, en eindelijk het tij keren in de oorlog. 
Johnny, Ace en Carmen worden in propaganda geëerd als voorbeeldige rekruten.

## Rolverdeling
| Acteur              | Personage                      |
| ------------------- | ------------------------------ |
| Casper Van Dien     | Pvt./Cpl./Sgt./Lt. Johnny Rico |
| Dina Meyer          | Pvt. "Dizzy" Flores            |
| Denise Richards     | Lt./Capt. Carmen Ibanez        |
| Jake Busey          | Pvt. Ace Levy                  |
| Neil Patrick Harris | Col. Carl Jenkins              |
| Clancy Brown        | Career Sgt./Pvt. Zim           |
| Seth Gilliam        | Pvt. Sugar Watkins             |
| Patrick Muldoon     | Lt. Zander Barcalow            |
| Michael Ironside    | Lt. Jean Rasczak               |
| Bruce Gray          | Sky Marshal Dienes             |
| Marshall Bell       | Gen. Owen                      |
| Eric Bruskotter     | Pvt. Breckinridge              |
| Brenda Strong       | Capt. Deladier                 |
| Christopher Curry   | Bill Rico                      |
| Lenore Kasdorf      | Mrs. Rico                      |
| Denise Dowse        | Sky Marshal Meru               |

## Achtergronden
De scènes op de Arachnidplaneet werden gefilmd in de Badlands van Hell's Half-Acre in Natrona County, Wyoming. De uniformen van het leger en het logo van de Federatie lijken op die van de nazi's.

## Ontvangst
De film werd met gemengde reacties ontvangen, vooral daar de film sterk afwijkt van het boek. De beelden in de film zijn geïnspireerd door Star Trek (examenvlucht van Carmen), Star Wars (ruimteschepen), Full Metal Jacket (militaire training, Zim) en Fort Apache of Zulu (aanval op de voorpost). De landing van de troepen op de planeet van de insecten doet denken aan de landing van de Geallieerden in Normandië in 1944.

## Sequels
De film kreeg een vervolg in de vorm van twee direct-naar-video films getiteld Starship Troopers 2: Hero of the Federation en Starship Troopers 3: Marauder. Ook werd de film voortgezet met een computeranimatieserie getiteld Roughnecks: Starship Troopers Chronicles. Verder verschenen er enkele boeken en computerspellen gebaseerd op de film.

## Prijzen en nominaties
| jaar | prijs                           | categorie                                                                             | genomineerde(n)                                                                 | uitslag       |
| ---- | ------------------------------- | ------------------------------------------------------------------------------------- | ------------------------------------------------------------------------------- | ------------- |
| 1998 | Academy Award                   | Beste visuele effecten                                                                | Phil Tippett, Scott E. Anderson Alec Gillis, John Richardson                    | genomineerd   |
| 1998 | Saturn Award                    | Beste kostuums                                                                        | Ellen Mirojnick                                                                 | gewonnen      |
| 1998 | Saturn Award                    | Beste effecten                                                                        | Phil Tippett, Scott E. Anderson, Alec Gillis, Tom Woodruff Jr., John Richardson | gewonnen      |
| 1998 | Saturn Award                    | Beste regisseur                                                                       | Paul Verhoeven                                                                  | genomineerd   |
| 1998 | Saturn Award                    | Beste sciencefictionfilm                                                              | -                                                                               | genomineerd   |
| 1998 | Saturn Award                    | Beste schrijver                                                                       | Edward Neumeier                                                                 | genomineerd   |
| 1998 | Blockbuster Entertainment Award | Favoriete vrouwelijke nieuwkomer                                                      | Denise Richards                                                                 | genomineerd   |
| 1998 | Blockbuster Entertainment Award | Favoriete mannelijke nieuwkomer                                                       | Casper Van Dien                                                                 | genomineerd   |
| 1998 | Hugo Award                      | Best Dramatic Presentation                                                            | -                                                                               | genomineerd   |
| 1998 | MTV Movie Award                 | Beste actiescène                                                                      | -                                                                               | genomineerd   |
| 1998 | Golden Reel Award               | Beste geluidsmontage – dialogen                                                       | -                                                                               | genomineerd   |
| 1998 | Golden Reel Award               | Beste geluidsmontage – effecten                                                       | -                                                                               | genomineerd   |
| 1998 | Golden Satellite Award          | Beste film – animatie of gemengde media                                               | Jon Davison, Alan Marshall                                                      | genomineerd   |
| 1998 | Golden Satellite Award          | Beste effecten                                                                        | Phil Tippett, Scott E. Anderson                                                 | genomineerd   |
| 1998 | World Animation Celebration     | WAC Winner voor Beste gebruik van Animatie als een special effect in een bioscoopfilm | -                                                                               | tweede plaats |